# Mucuna urens
Mucuna urens
Espèce
Synonymes
Selon GBIF (17 juin 2022) :
- Cacuvallum altissimus Medik.
- Canavalia altissima (Jacq.) Macfad.
- Clitoria zoophthalmum L.
- Dolichos altissimus Jacq.
- Dolichos urens L. - Basionyme
- Dolichos urens Roxb.
- Dolichos urens Roxb. ex Wight & Arn.
- Hornera altissima (Jacq.) Neck.
- Hornera urens (L.) Neck.
- Labradia urens (L.) Swediaur
- Labradia urens (L.) Swendiatavr
- Mucuna altissima (Jacq.) DC.
- Mucuna altissima Bojer
- Mucuna altissima Bojer ex Benth.
- Mucuna altissima Scop.
- Mucuna altissima var. pilosula Benth.
- Mucuna umbellata Salzm.
- Mucuna umbellata Salzm. ex Benth.
- Mucuna urens (L.) DC.
- Mucuna urens (L.) Fawc. & Rendle
- Negretia sericea Willd.
- Negretia sericea Willd. ex Steud.
- Negretia urens (L.) Tussac
- Phaseolus pruriens Noronha
- Stizolobium altissimum (Jacq.) Pers.
- Stizolobium urens (L.) Pers.

Mucuna urens est une espèce de plantes à fleurs de la famille des Fabaceae. C'est une grosse liane ligneuse néotropicale. Il s'agit de l'espèce type du genre Mucuna Adans..
Elle est connue sous de nombreux noms vernaculaires tels que œil de bœuf (comme d'autres végétaux), ou en Guyane Zieu bourrique (Créole), Kuluway (Wayãpi), Urikti (Palikur), Olho-de-boi (Portugais du Brésil).
Ailleurs, on le nomme Carrion crow eyeball, John crow eye (Créole du Guyana), Konome enuru, Kurumu enuru (Caribe) au Guyana, Bejuco de zamuro, Calabazín, Jeamo, Ojo de zamuro, Pepa de zamuro au Venezuela.

## Description
Mucuna urens est une liane ligneuse grimpante, à tige lisse, qui peut mesurer plus de 10 m de haut.
Les feuilles sont trifoliolées et cireuses sur leur face inférieure.
Le pétiole (6-12 cm) est 1,5-2 fois plus long que le rachis.
Les stipèles sont sétiformes ou absents.
Le limbe est de forme oblongue à ovale-elliptique, à apex brièvement acuminé.
Les folioles latérales sont dilatées postérieurement au-dessous du milieu, et celle terminale terminale est équilatérale et un peu plus longue, mesurant 8-14 x 4-6,5 cm.
L'inflorescence dépasse 15 cm de long, et est portée par un pédoncules long de 50-100 cm.
Les axes florifères sont d'abord condensés, puis s'allongent précocement et finissant mesurer 10-25 cm de long.
Les bractées sont submembraneuses, caduques, et de forme ovale-acuminée.
Les pédicelles sont longs de 1,5 à 4 cm.
Ses fleurs sont de couleur blanc verdâtre pâle, devenant pourpre à noir violacé, mesurant moins de 5 cm de long, pendantes  et disposées en zigzag au bout d'un très long pédoncule de plus de 50 cm.
L'hypanthium mesure 8-12 x 16-20 mm calice compris.
Les pétales sont charnus, avec les ailes et la carène, sont longs de 3,5-4 cm.
Les anthères sont nettement barbelées.
Les fruits sont des gousses droites, mesurant environ 8-18 x 5 cm, sillonnées de minces plaques transversales proéminentes, couvertes de poils irritants bruns (bien connus dans le bassin amazonien et en Guyane) qui se détachent facilement et peuvent contaminer des vêtements ou d'autres objets. Ces poils ont une action mécanique et chimique irritante sur la peau et provoquent des démangeaisons. La peau rougit et de petites papules se forment quelques minutes après le contact. Les parties séchées de la plante restent actives. Il n'y a aucun danger sérieux, sauf quand les poils entrent dans les yeux pouvant entraîner la cécité.
Elle contient de grosses graines bombées, aplaties, de couleur gris foncé à beige ornées sur le côté d'un large hile noir.

## Répartition
Mucuna urens est présent de l'Amérique centrale au Mexique à l'Amérique du sud en Argentine, en passant par le Guatemala, le Costa Rica, le Panama, les Caraïbes, les Antilles, le Venezuela (Delta Amacuro, Bolívar, Amazonas), le Suriname, la Guyane, le Pérou, le Brésil,.

## Écologie
Mucuna urens est une grande liane ligneuse grimpante héliophile ou de mi-ombre, poussant dans les forêts humides ou les ripisylves autour de 50–200 m d'altitude au Venezuela.
Elle fleurit en Guyane en janvier-février, et fructifie de février à  mai, et peut atteindre jusqu'à la canopée des forêts de terre ferme.

## Utilisations
Les plantes sauvages peuvent être récoltées localement :
- Les graines sont utilisées pour les colliers et différents ornements.
- les fibres des tiges est utilisée pour faire de fortes cordes.
- les graines peuvent aussi constituer une alimentation aux effets mal connus. Elles sont considérées comme comestibles par certains, toxiques par d'autres. Après avoir été séchées, elles sont moulues pour produire une farine, qui est utilisée comme nourriture en période de famine causée par la sécheresse[10].

En Guyane, les graines de Mucuna urens torréfiées, broyées et macérées dans du gin, sert à soigner les hernies chez les vieux orpailleurs créoles.
Les Créoles provenant de Sainte-Lucie et anciennement d'Haïti pensaient que le port sur soi de ces graines prévenait du risque d'hémorroïdes.
Chez les Palikur de Guyane, la poudre de graine râpée soigne l'épilepsie (1 pincée par jour ajoutée dans la nourriture).
Les Tiriyó s'en servent pour soigner la gonorrhée et les céphalées.
Les graines râpées ou grillées servent chez les Aluku à traiter l'essoufflement, la toux , la leishmaniose et l'enflement du scrotum.
Le nom créole Zieu bourrique étant commun à plusieurs espèces (ex : Mucuna sloanei), les usages peuvent aussi être confondus.
Les fibres de la tige servent au calfatage, et la résine de l'écorce fournit un colorant violet employé pour teindre les flèches et autres objets artisanaux amérindiens,.
Au Guyana, les graines râpées sont frottées sur la peau pour soulager les démangeaisons, et les enfants jouent avec les graines (jeu « Jacks »).
Les poils de la gousse mélangés dans le sirop de mélasse ou de miel et bus ensuite comme un vermifuge pour expulser les vers intestinaux par action mécanique.
Les racines mélangées avec le miel et utilisées pour combattre le choléra.
Les cataplasmes d'écorce et de graines moulues est recommandé pour le traitement des hernies inguinales.
La graine est utilisée pour le traitement de démangeaisons.
L'infusion à l'eau froide des feuilles écrasées est utilisée comme un lavage pour soulager des douleurs abdominales.
Le jus des tiges coupées est frotté sur les entorses, les contusions...

## Chimie
Les graines de Mucuna contiennent des bases quaternaires, et de la DOPA.
La poudre de graines de Mucuna pruriens (espèce asiatique) est réputée psychotrope.
Les poils irritants couvrant les gousses provoquent la libération d'histamine en pénétrant dans la peau.

## Histoire naturelle
En 1775, le botaniste Aublet rapporte ceci : 

« 5. DOLICHOS (urens) volubilis, leguminibus racemoſis, hirtis, tranſverſim lamellatis, feminibus hilo cinctis. Lin. Spec. 1020.
Phaſeolus ſiliquis latis, hiſpidis & rugoſis. Plum. Cat. 8.
Dolichos urens, caule volubili ; leguminibus racemoſis, hirtis, tranſverſim lamellatis, feminibus hilo cindis ; foliis ſubtùs tomentoſo-nitidis. Jacq. Amer. pag. 202. tab. 182. fig. 84.
La semence de ce haricot eſt connue ſous le nom d'OEIL DE BOURRIQUE. »

— Fusée-Aublet, 1775.

## Galerie

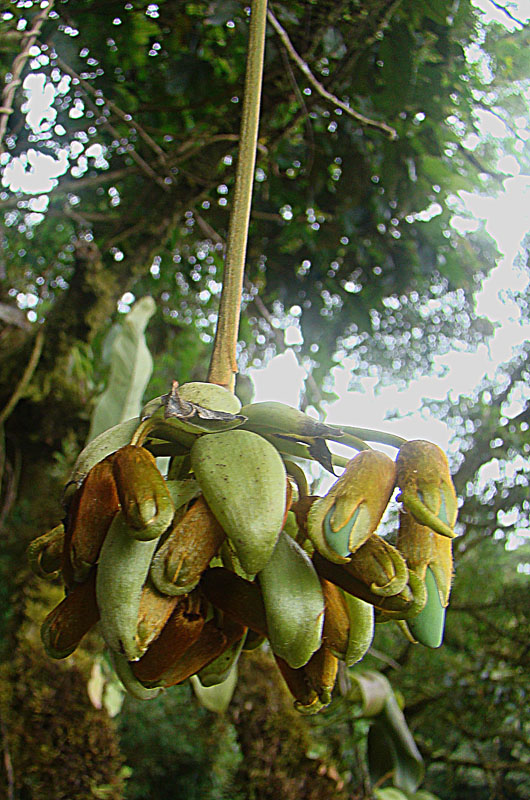
Inflorescence de Mucuna urens au Costa Rica
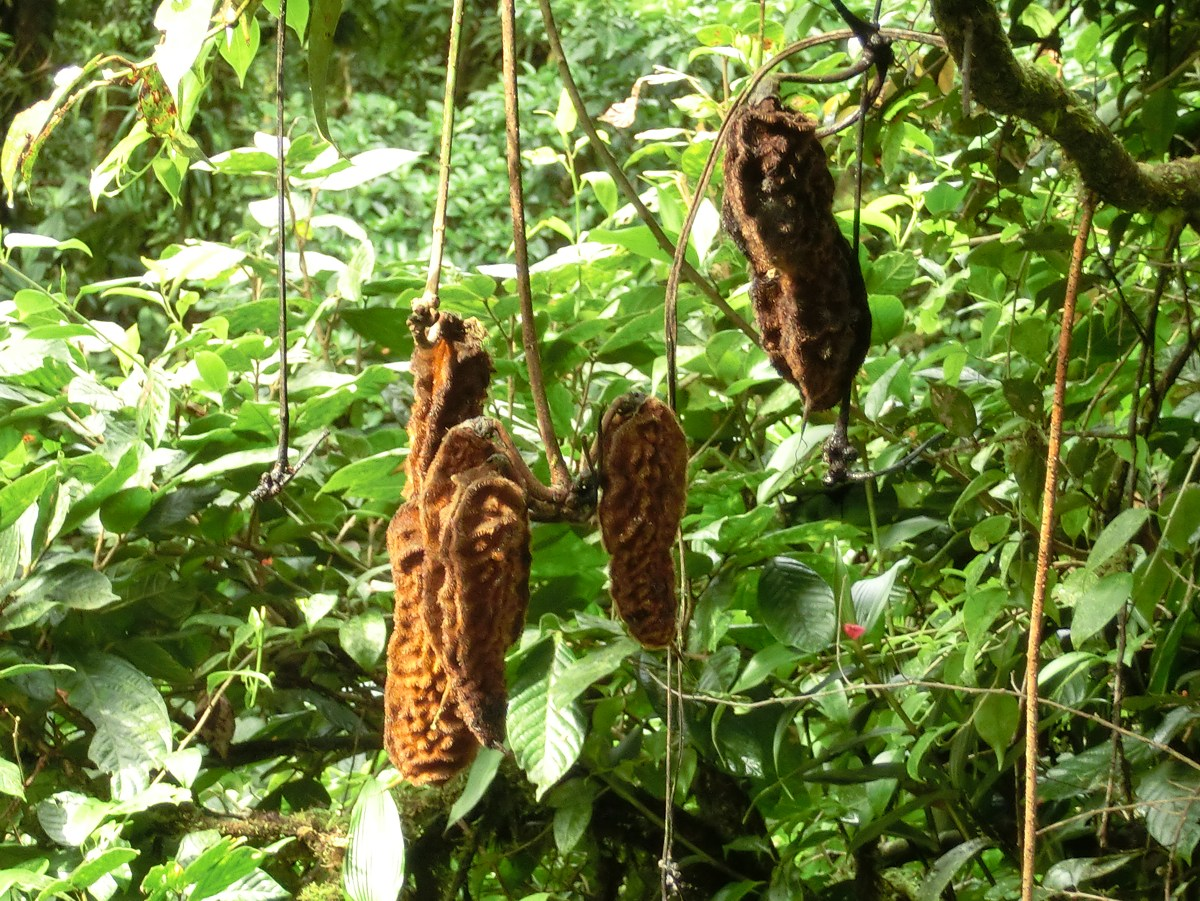
Gousses de Mucuna urens à la Monteverde Cloud Forest Reserve, autour de 1 500 m d'altitude (Costa Rica)
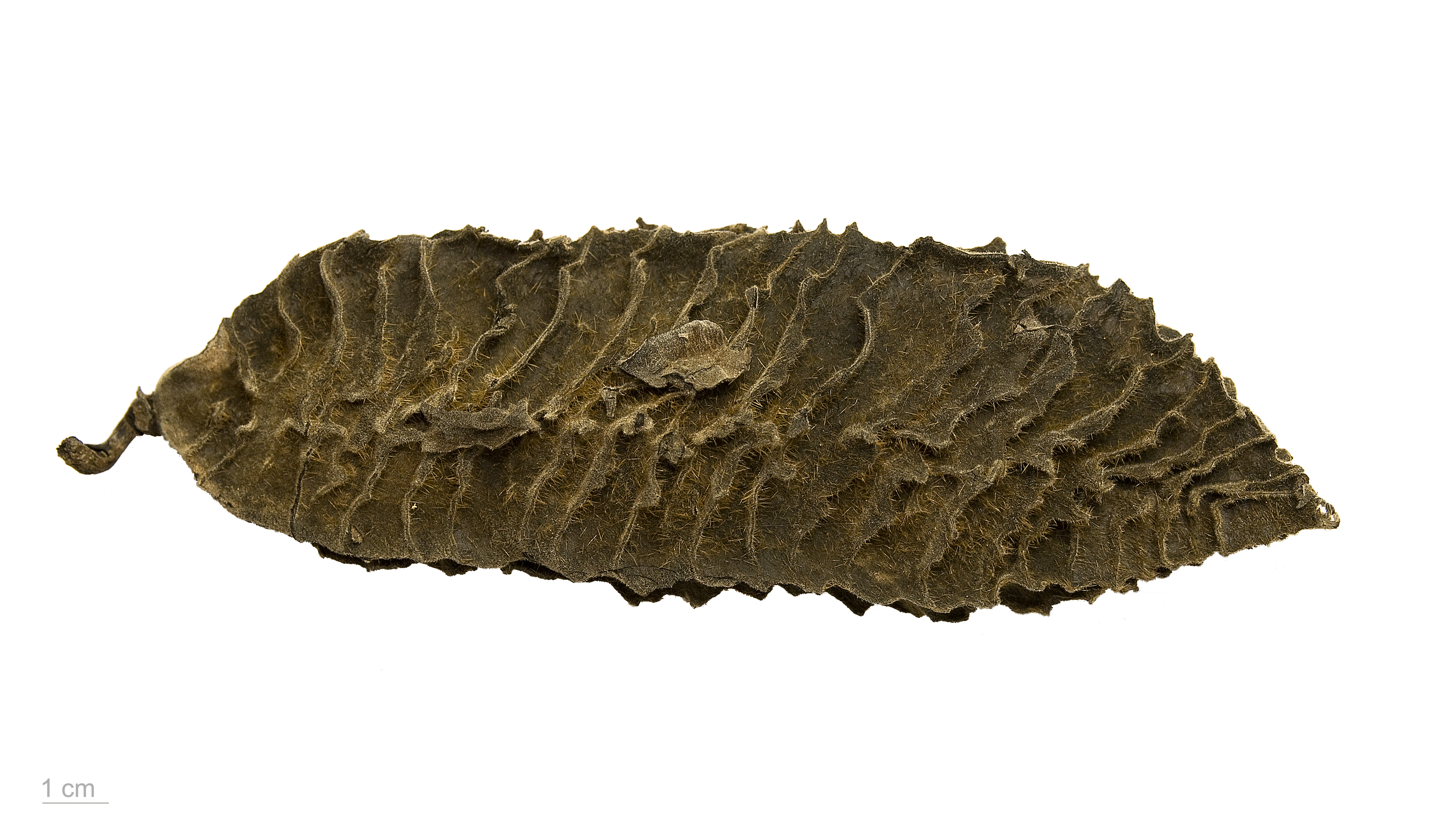
Gousses de Mucuna urens provenant du Suriname
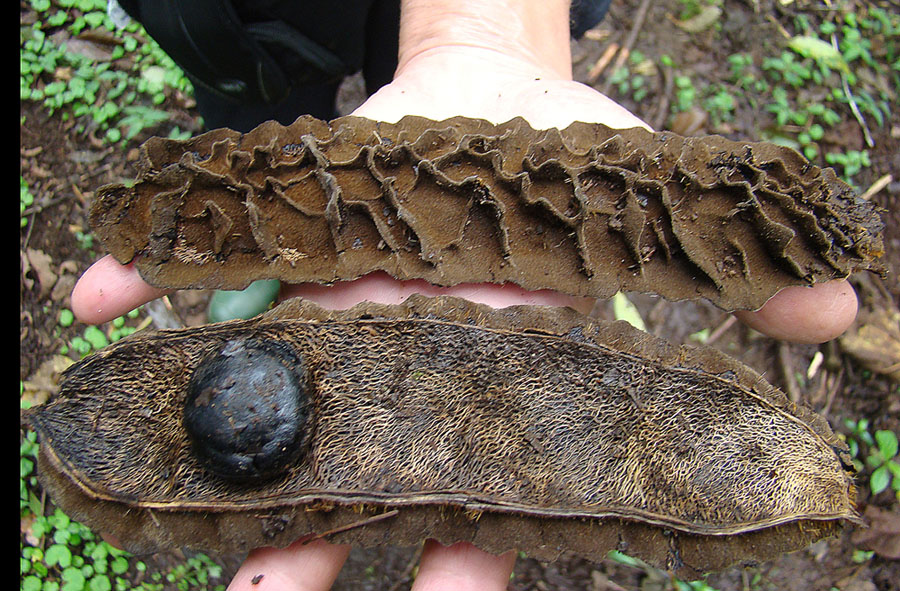
Gousses de Mucuna urens au Costa Rica
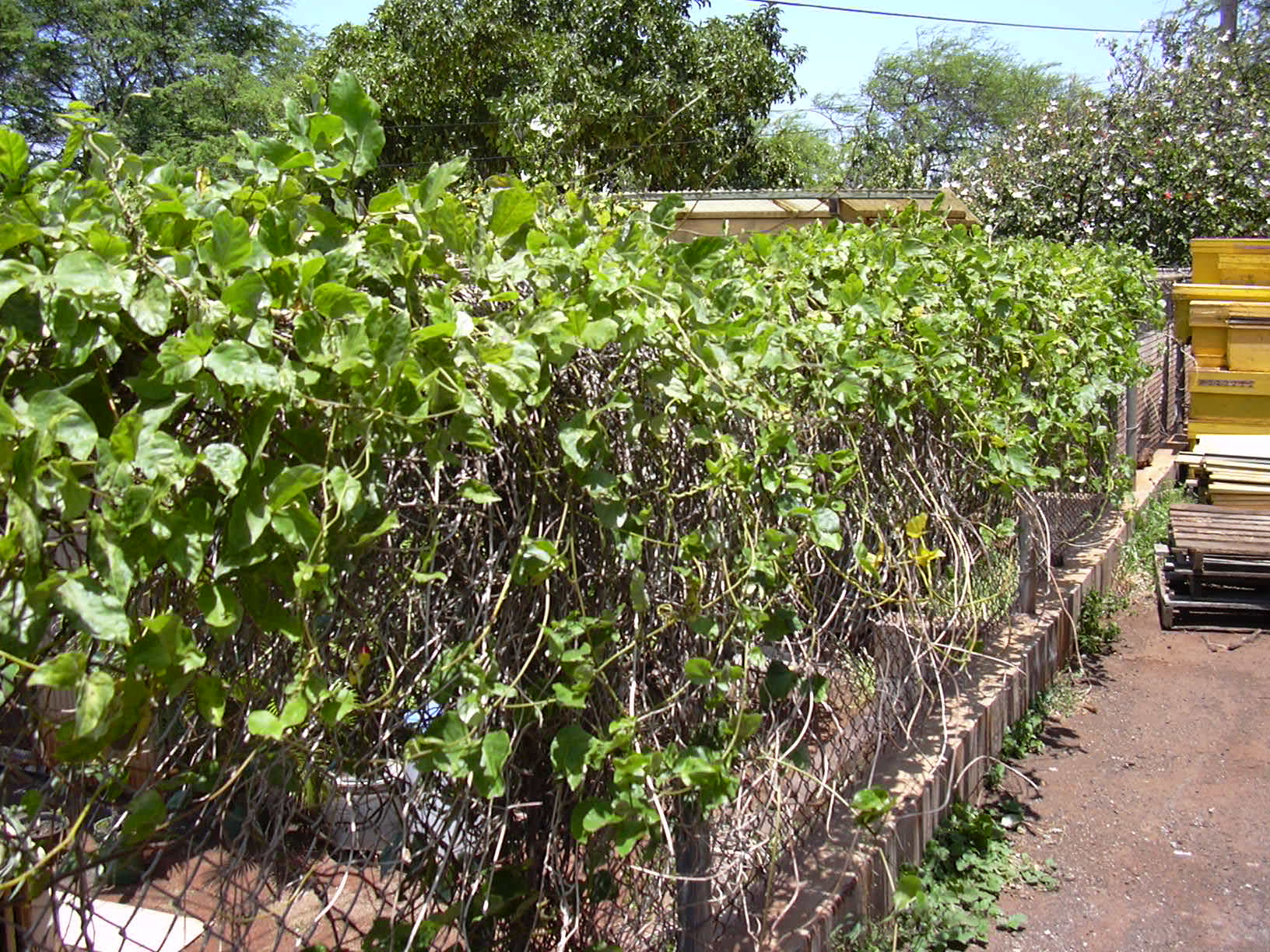
Mucuna urens cultivé à la State nursery Kahului (Maui)